# The Love Match
Pour plus de détails, voir Fiche technique et Distribution.
The Love Match est un film britannique réalisé par David Paltenghi, sorti en 1955. 

## Synopsis
Bill Brown suit les progrès de son fils qui commence sa carrière dans l'équipe de football locale.

## Fiche technique
- Réalisation : David Paltenghi, assisté de Jim O'Connolly
- Scénario : Glenn Melvyn
- Directeur de la photographie : Arthur Grant
- Direction artistique : Bernard Robinson
- Musique : Wilfred Burns (en)
- Montage : Joseph Sterling
- Production : John Baxter, Maclean Rogers (en)
- Durée : 85 minutes

## Distribution
- Arthur Askey : Bill Brown
- Glenn Melvyn : Wally Binns
- Thora Hird : Sal Brown
- Shirley Eaton : Rose Brown
- James Kenney : Percy Brown
- Edward Chapman : Mr. Longworth
- Danny Ross : Alf Hall
- Robb Wilton : Mr. Muddlecombe
- Anthea Askey : Vera
- Patricia Hayes : Emma Binns
- Iris Vandeleur : Mrs. Entwhistle
- William Franklyn : Arthur Ford